# Polonia Bydgoszcz
Polonia Bydgoszcz ist ein Sportverein aus der polnischen Stadt Bydgoszcz (deutsch Bromberg). Er wurde 1920 gegründet. Die Farben des Vereins sind Weiß-Rot. Am erfolgreichsten ist die Speedway-Abteilung des Vereins, die insgesamt siebenmal die polnische Meisterschaft gewinnen konnte.

## Namensänderungen
- 1920: KS Polonia
- 1932: BKS Polonia
- 1949: Milicyjny KS Gwardia (Milizsportverein)
- 1956: Gwardyjski KS Polonia (Milizsportverein)
- 1990: BKS Polonia
- 2003: Speedwayabteilung BTŻ Polonia, Fußballabteilung KP Polonia
- 2006: Speedwayabteilung ŻKS Polonia

## Speedwayabteilung

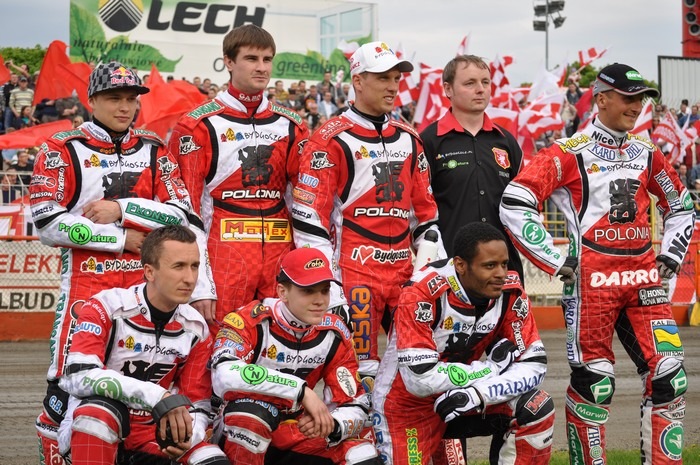
Polonia Bydgoszcz in der Saison 2010.

Die Speedwayabteilung des Vereins konnte insgesamt siebenmal die polnische Team-Meisterschaft gewinnen, darüber hinaus gewannen die Fahrer von Polonia achtmal die Einzel-Meisterschaft und 11-mal die Paar-Meisterschaft. Dreimal konnte der Verein den Speedway Europa-Cup, vergleichbar mit der Champions League im Fußball, gewinnen.
Der bekannteste und erfolgreichste Fahrer des Teams war Tomasz Gollob. Es war bis 2007 der einzige Verein in Polen der noch nie aus der Speedway Ekstraliga abgestiegen ist. Nach nur einer Saison in der zweitklassigen 1. Liga konnte das Team ins Oberhaus zurückkehren, musste jedoch nach Ende der Saison 2010 wieder absteigen. Der Wiederaufstieg gelang erneut 2011.

### Erfolge
- polnische Team-Meisterschaft: 1955, 1971, 1992, 1997, 1998, 2000, 2002
- polnische Einzel-Meisterschaft: 1992, 1993, 1994, 1995, 1998, 1999, 2001, 2002
- polnische Paar-Meisterschaft: 1974, 1990, 1991, 1993, 1994, 1995, 1996, 1997, 1999, 2000, 2002
- Speedway Europa-Cup: 1998, 1999, 2001

### Kader 2024
| Fahrer               |
| -------------------- |
| Kai Huckenbeck       |
| Andreas Lyager       |
| Tim Soerensen        |
| Krzysztof Buczkowski |
| Mateusz Szczepaniak  |

## Fußballabteilung
Die Fußballer von Polonia Bydgoszcz spielen in der fünften polnischen Liga. In den Jahren 1929, 1932, 1933 und 1935 gewannen sie die pommersche Meisterschaft, unterlagen aber jeweils in den Aufstiegsspielen zu der 1. polnischen Liga. In den Jahren 1954–1956 und 1958–1961 spielten sie in der 1. polnischen Liga.
Im Mai 1923 bestritt Polonia als erste polnische Mannschaft ein Spiel gegen einen ausländischen Verein.
In damals deutschem Schneidemühl unterlag man gegen FC Viktoria Schneidemühl mit 1:2. Das Rückspiel in Bydgoszcz gewann ebenfalls Viktoria, mit 1:0.

### Erfolge
- 5. Platz in der Ekstraklasa: Saison 1960
- 7 Spielzeiten in der Ekstraklasa – letzte Saison 1961
- polnischer Juniorenmeister: 1980
- Pommern-Meister: 1929, 1932, 1933, 1935

## Eishockeyabteilung
Die Eishockeyabteilung des Vereins existierte in den Jahren 1928–1990. Am 19. Dezember 1959, beim Einweihungsspiel für die neue Eishockeyhalle in Bydgoszcz, spielten vor 10.000 Zuschauern in den Reihen des Vereins die kanadischen Weltmeister von 1955, die Gebrüder Dick, Bill und Grant Warwick gegen Górnik Katowice. Das Spiel ging mit 9:3 verloren. Alle drei Tore für Polonia schossen die Kanadier.

### Erfolge
- polnischer Vizemeister: 1954, 1955
- 3. Platz: 1964, 1965
- Polnischer Pokal: 1963
- Meister der I liga: 1960, 1986, 1989, 2000, 2007
- polnischer Juniorenmeister: 1966